# المخيم الحسيني

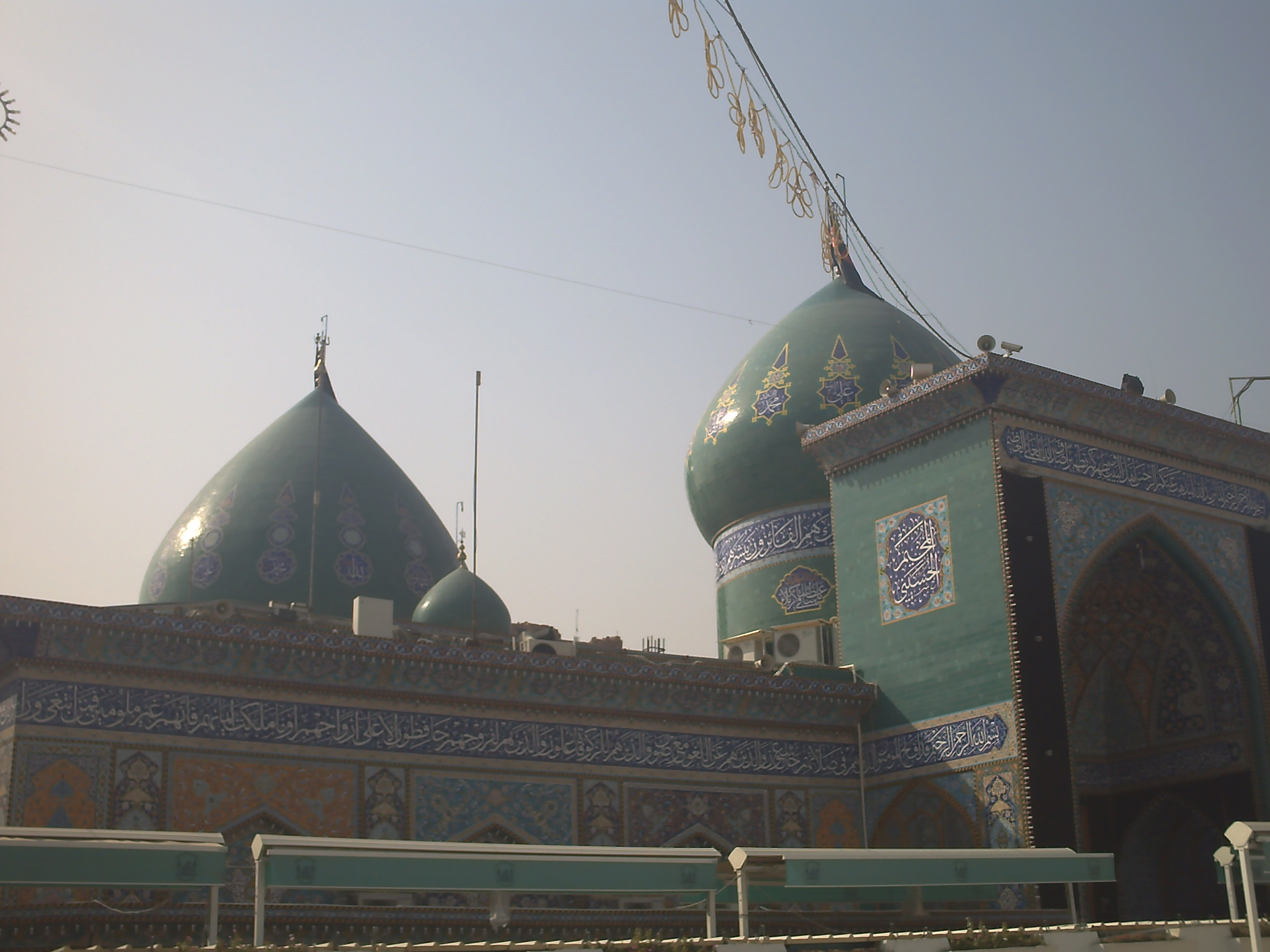
المخيم الحسيني في كربلاء

المخيم الحسيني هو أحد أشهر معالم مدينة كربلاء الإسلامية والأثرية وهو مكان متسع يقع في وسط المدينة القديمة في محلة المخيم بالجانب الجنوبي الغربي من العتبة الحسينية يرمز إلى المكان الذي أقام فيه الإمام الحسين وأصحابه.

## معرض صور

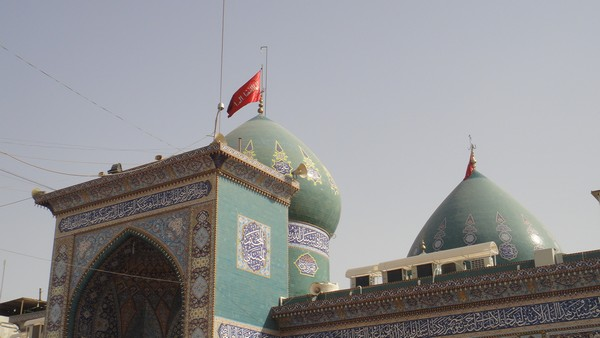
صور للمخيم
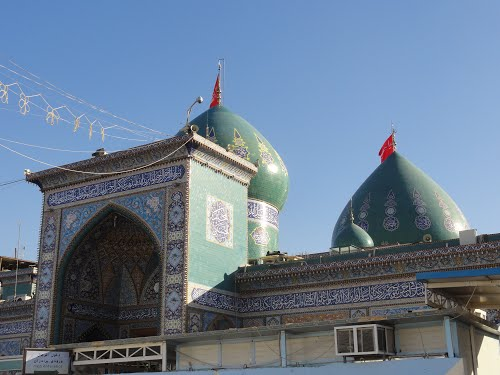
صور للمخيم
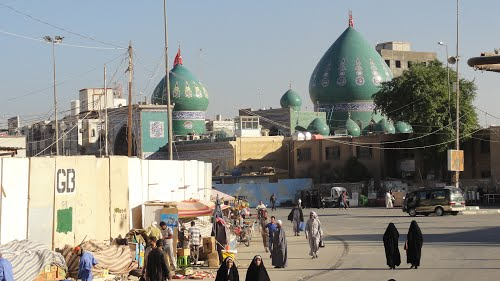
صور للمخيم
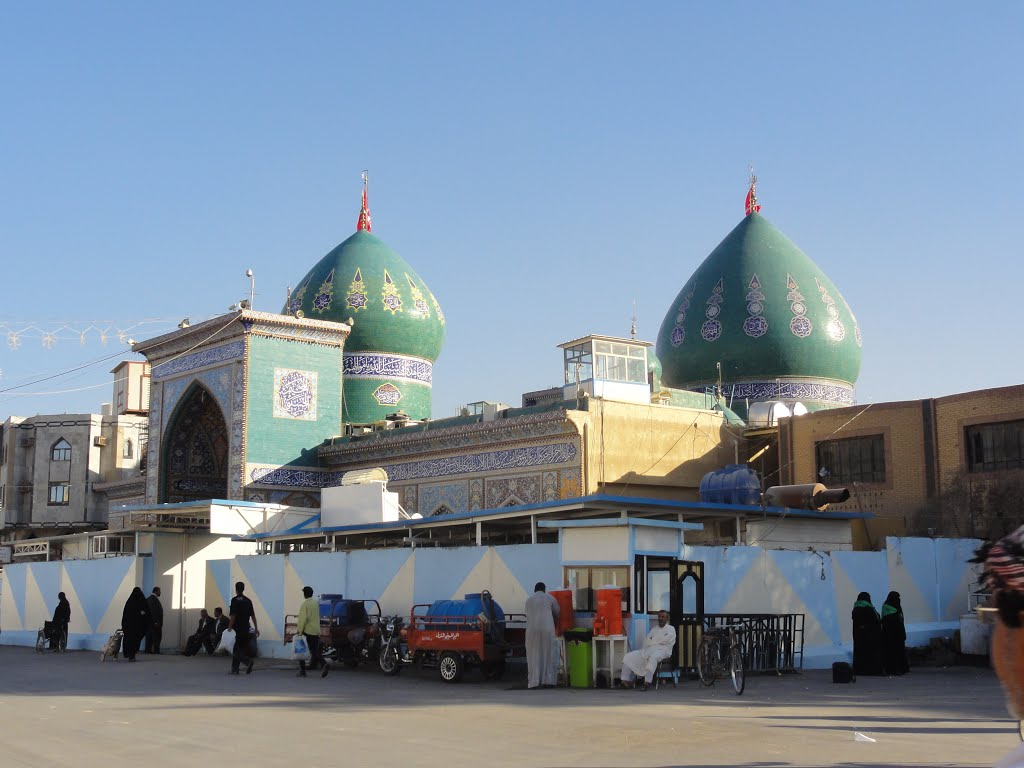
صور للمخيم
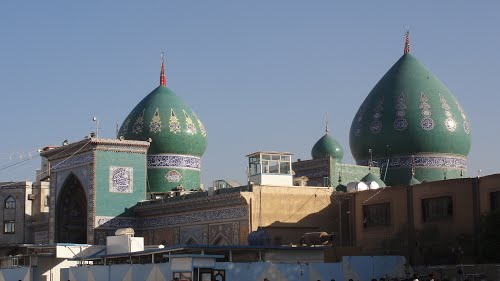
صور للمخيم
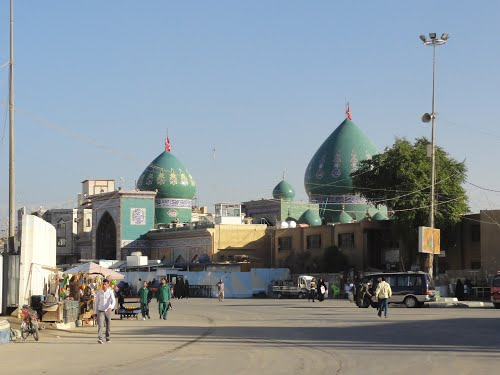
صور للمخيم
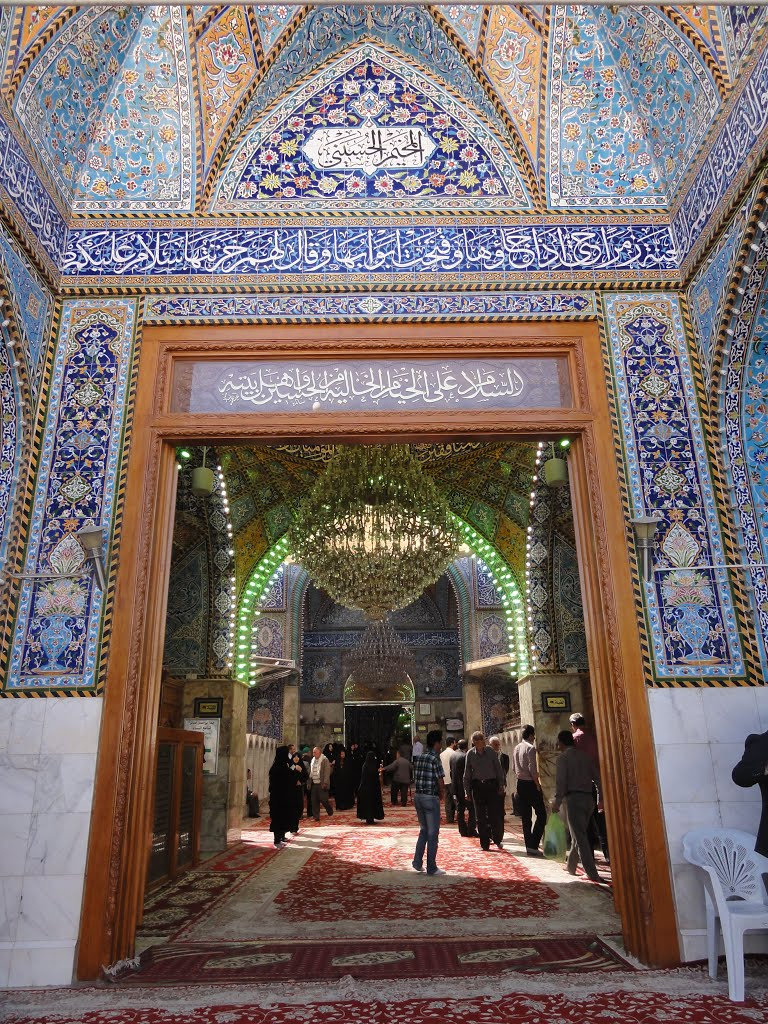
صور للمخيم
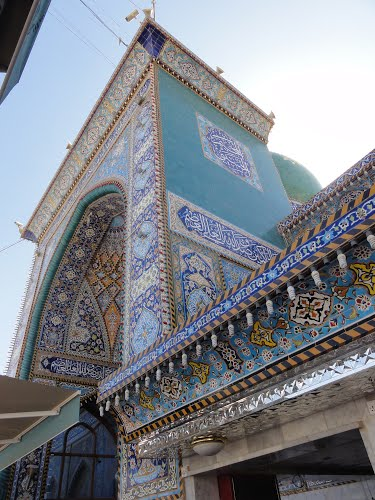
صور للمخيم
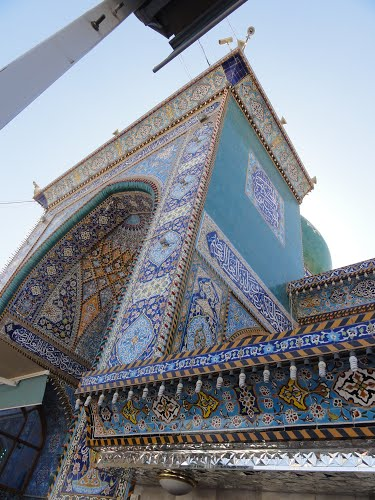
صور للمخيم